# 谢尔盖·亚历山德罗维奇·波波夫
谢尔盖·亚历山德罗维奇·波波夫（羅馬化：Sergey Aleksandrovich Popov；1949年7月21日—）是俄罗斯政治人物，曾于2003年至2016年担任国家杜马议员。2016年9月29日，他在国家杜马的任期结束后转而担任鄂木斯克州联邦委员会议员直至2018年。